# Réserve nationale absolue de Cabo Blanco
Cabo Blanco est une entité géographique située au Costa Rica, à la pointe sud de la péninsule de Nicoya, sur les eaux de l'océan Pacifique. Elle appartient au district de Cóbano, dans le canton et la province de Puntarenas
L' île de Cabo Blanco se trouve également devant les côtes de ce cap. Le Cap et l'île font tous deux partie de la réserve nationale absolue de Cabo Blanco, la plus ancienne zone protégée du Costa Rica et d'Amérique centrale, créée le 21 octobre 1963. Cette réserve naturelle est située dans la zone de vie de la forêt tropicale humide de la péninsule de Nicoya. Cependant, Cabo Blanco se caractérise précisément par la présentation d’espèces de forêts sèches, dont les arbres perdent leurs feuilles en été. Cabo Blanco est un refuge de grande importance pour la protection des oiseaux de mer et constitue également l'une des plus belles régions pittoresques de la côte pacifique.

## Zone protégée
La réserve nationale absolue de Cabo Blanco a été créée en 1963, avant la création du système de parcs nationaux du Costa Rica (1970), par le Suédois Olof Wessberg et son épouse, la Danoise Karen Mogensen, dans le but de conserver les dernières forêts naturelles de la région, qui risquait de disparaître. Ce couple a réussi à susciter l'intérêt des organisations internationales et des institutions nationales pour financer le projet. La fondation de la réserve de Cabo Blanco marque le moment où le Costa Rica entame sa politique de conservation de l'environnement naturel, puisqu'il s'agit de la première zone protégée créée à cet effet. Sa création a également été une étape importante qui a conduit à la création du système national actuel d'aires de conservation.
La réserve a une superficie de 1.172 hectares côté terre et de 1.790 hectares côté marin, à un kilomètre au large de la côte. Cabo Blanco est un refuge pour les espèces de la flore et de la faune du Pacifique sec et pour le grand nombre d'espèces marines.